# Mother Love Bone
Mother Love Bone — американская рок-группа из Сиэтла, игравшая музыку в стиле гранж и глэм-рок. Группа образовалась в 1988 году и прекратила своё существование в 1990 году, после гибели фронтмена Эндрю Вуда. Коллектив не застал гранж-волну начала 90-х годов, но считается одним из интереснейших представителей стиля времени его становления.

## История
В 1987 году, после распада команды Green River, её бывшие участники Стоун Госсард, Джефф Амент и Брюс Фервезер познакомились с Эндрю Вудом, вокалистом группы Malfunkshun и решили создать новую команду. Первоначальным барабанщиком группы был Рэган Хагар (как и Вуд, бывший участник Malfunkshun), но в начале 1988 года он был заменен на Грега Гилмора.
19 ноября 1988 года Mother Love Bone подписали контракт с лейблом PolyGram, дочерней компанией Mercury Records, на 250 000 долларов, и уже в марте 1989 года вышел их первый мини-альбом — Shine. Он сочетал в себе элементы глэма, фанка и рок-н-ролла, и был очень хорошо принят критиками и слушателями. Группа отправилась в тур по США, который закончился в Сиэтле совместным концертом с Alice in Chains, после чего музыканты вернулись в студию для создания полноценного лонгплея Apple. Записи пластинки завершились в октябре 1989 года.
В это же время у Эндрю Вуда вновь начались проблемы с героином, и он оказался в центре реабилитации алкоголизма и наркомании. Выписавшись оттуда, он на некоторое время завязал с наркотиками, но этот перерыв был недолгим. 19 марта 1990 года Эндрю Вуд умер от передозировки. В связи с этим, PolyGram задержала выход диска на несколько недель, но затем все-таки выпустила альбом. Оставшиеся члены команды решили, что продолжать деятельность под прежней вывеской не имеет смысла, и группа Mother Love Bone прекратила существование. Фервезер присоединился к Love Battery, Гилмор стал сессионным музыкантом, а Госсард и Амент приняли участие в Temple of the Dog — проекте, созданном Крисом Корнеллом в память об Эндрю Вуде, после чего основали Pearl Jam.

## Члены группы
- Эндрю Вуд (Andrew Wood) — вокал/пианино
- Стоун Госсард (Stone Gossard) — гитара
- Джеф Амент (Jeff Ament) — бас-гитара
- Брюс Фервезер (Bruce Fairweather) — гитара
- Грег Гилмор (Greg Gilmore) — ударные

## Дискография

### Основные альбомы
- 1989 — Shine (мини-альбом)
- 1990 — Apple
- 1992 — Mother Love Bone (также известен как Stardog Champion)
- 1994 — Sister Ass (концертный альбом)

### Синглы
- 1990 — «Stardog Champion»
- 1990 — «This is Shangrila»
- 1992 — «Capricorn Sister»

### Видео
- 1993 — «The Love Bone Earth Affair»